# Punga
Punga è un singolo del DJ francese Klingande, pubblicato nel 2013.

## Tracce
Download digitale
1. Punga – 5:08

## Classifiche
| Classifica (2013) | Posizione massima |
| ----------------- | ----------------- |
| Austria           | 62                |
| Francia           | 86                |
| Germania          | 59                |
| Svizzera          | 41                |